# Placca Moa
La placca Moa era un'antica placca tettonica della litosfera terrestre che si formò durante il Cretacico inferiore a sud della dorsale oceanica formata dalla placca pacifica e dalla placca di Phoenix.

## Evoluzione
La placca Moa entrò in subduzione in senso obliquo al di sotto del margine del supercontinente Gondwana; il materiale di accrezione risultante è andato a costituire una parte della provincia orientale della Nuova Zelanda.